# Любики
Любики (пол. Lubiki) — село в Польщі, у гміні Чарна Вода Староґардського повіту Поморського воєводства.